# Divizia Națională 2017
Divizia Națională 2017 este cel de-al 27-lea sezon din istoria Diviziei Naționale, prima ligă de fotbal din Republica Moldova. Competiția a început pe 1 iulie 2017 și s-a terminat pe data de 26 noiembrie 2017.

## Echipe
| Club              | Locația        | Stadion              | Capacitate |
| ----------------- | -------------- | -------------------- | ---------- |
| Dacia             | Chișinău       | Moldova (Speia)      | 8.550      |
| Dinamo-Auto       | Tiraspol       | Dinamo-Auto          | 1.300      |
| Milsami           | Orhei          | CSR Orhei            | 2.539      |
| Petrocub-Hîncești | Sărata-Galbenă | Orășenesc (Hîncești) | 1.500      |
| Sfântul Gheorghe  | Suruceni       | Orășenesc (Suruceni) | 1.500      |
| Sheriff           | Tiraspol       | Sheriff              | 12.746     |
| Speranța          | Nisporeni      | Orășenesc (Hîncești) | 1.500      |
| Spicul            | Chișcăreni     | CSR Orhei            | 2.539      |
| Zaria\|           | Bălți          | Orășenesc (Bălți)    | 5.953      |
| Zimbru            | Chișinău       | Zimbru               | 10.400     |

### Personal și sponsori
| Echipa            | Localitate     | Antrenor         | Echipament | Sponsor     |
| ----------------- | -------------- | ---------------- | ---------- | ----------- |
| Dacia             | Chișinău       | Viorel Frunză    | Puma       | OM          |
| Dinamo-Auto       | Tiraspol       | Iurie Groșev     | Joma       | -           |
| Milsami           | Orhei          | Veaceslav Rusnac | Kelme      | Dufremol    |
| Petrocub-Hîncești | Sărata-Galbenă | Lilian Popescu   | Sportika   | Agroindbank |
| Sfântul Gheorghe  | Suruceni       | Vadim Boreț      | Macron     | -           |
| Sheriff           | Tiraspol       | Roberto Bordin   | Adidas     | IDC         |
| Speranța          | Nisporeni      | Cristian Efros   | Nike       | Orom Imexpo |
| Spicul            | Chișcăreni     | Denis Calincov   | Joma       | Salamander  |
| Zaria             | Bălți          | Vlad Goian       | Joma       | Bălți       |
| Zimbru            | Chișinău       | Ștefan Stoica    | Joma       | Favorit-Tur |

## Clasament
| Loc | Echipa                    | MJ | V  | E | Î  | GM | GP | DG  | Pct | Calificare sau retrogradare                      |
| --- | ------------------------- | -- | -- | - | -- | -- | -- | --- | --- | ------------------------------------------------ |
| 1   | Sheriff Tiraspol (C)      | 18 | 14 | 3 | 1  | 50 | 14 | +36 | 45  | Liga Campionilor 2018–19 Turul doi preliminar    |
| 2   | Milsami Orhei             | 18 | 13 | 1 | 4  | 26 | 12 | +14 | 40  | UEFA Europa League 2018–19 Primul tur preliminar |
| 3   | Petrocub-Hîncești         | 18 | 7  | 5 | 6  | 25 | 16 | +9  | 26  | UEFA Europa League 2018–19 Primul tur preliminar |
| 4   | Dacia Chișinău            | 18 | 7  | 5 | 6  | 23 | 26 | −3  | 26  |                                                  |
| 5   | Zaria Bălți               | 18 | 7  | 3 | 8  | 28 | 20 | +8  | 24  |                                                  |
| 6   | Speranța Nisporeni        | 18 | 5  | 6 | 7  | 18 | 21 | −3  | 21  |                                                  |
| 7   | Sfântul Gheorghe Suruceni | 18 | 5  | 5 | 8  | 15 | 27 | −12 | 20  |                                                  |
| 8   | Zimbru Chișinău           | 18 | 5  | 4 | 9  | 17 | 21 | −4  | 19  |                                                  |
| 9   | Dinamo-Auto Tiraspol      | 18 | 4  | 3 | 11 | 14 | 38 | −24 | 15  |                                                  |
| 10  | Spicul Chișcăreni (R)     | 18 | 3  | 5 | 10 | 14 | 35 | −21 | 14  | Retrogradare în Divizia A 2018                   |

## Topul marcatorilor
| Rank | Player            | Club              | Goals |
| ---- | ----------------- | ----------------- | ----- |
| 1    | Vitalie Damașcan  | Sheriff           | 13    |
| 2    | Vladimir Ambros   | Petrocub-Hîncești | 9     |
| 3    | Stefan Mugoša     | Sheriff           | 7     |
| 4    | Josip Brezovec    | Sheriff           | 5     |
| 4    | Serhiy Zahynaylov | Zaria             | 5     |
| 4    | Jairo             | Sheriff           | 5     |
| 4    | Vadim Paireli     | Petrocub-Hîncești | 5     |
| 4    | Viorel Primac     | Speranța          | 5     |
| 4    | Jean Theodoro     | Zimbru            | 5     |